# Plantae tinneanae
Plantae tinneanae (abreviado Pl. Tinn.) es un libro con descripciones botánicas que fue escrito conjuntamente por Karl Georg Theodor Kotschy y Johann Joseph Peyritsch. Fue editado en el año 1867 con el nombre de Plantae Tinneanae : sive descriptio plantarum in expeditione tinneana ad flumen Bahr-el-Ghasal eiusque affluentias in septentrionali interioris Africae parte collectarum.